# Самсоновская (Сямженский район)
Самсоновская — деревня в Сямженском районе Вологодской области. Административный центр Двиницкого сельского поселения и Двиницкого сельсовета.
Расстояние до районного центра Сямжи по автодороге — 59 км. Ближайшие населённые пункты — Демидовская, Кононовская, Бараниха, Колбинская, Макаровская, Вахрушевская, Никулинская.
По переписи 2002 года население — 180 человек (82 мужчины, 98 женщин). Преобладающая национальность — русские (99 %).